# Oeffeltse Raam
De Oeffeltse Raam is een beek die een lengte heeft van 17,5 km en zich bevindt in de gemeente Boxmeer.
De Oeffeltse Raam ontspringt aan de noordkant van de Overloonsche Duinen, een dekzandrug die enkele meters hoger ligt dan de gebieden ten noorden ervan.
Van hier uit stroomt het water in noordwestelijke richting, parallel aan de Maas. Grote delen van de beek zijn gekanaliseerd. De beek stroomt door het Brestbosch bij Boxmeer, waarna de Oploose Molenbeek erin uit komt. Vervolgens loopt de beek door het natuurgebied De Vilt, een voormalige Maasarm. De beek loopt langs Oeffelt en komt ten noorden van deze plaats, tegenover Milsbeek, uit in de Maas.
Tot 1985 was de bovenloop van de Oeffeltse Raam sterk vervuild. Daarna zijn zuiveringsinstallaties gebouwd, zodat het water weer goed van kwaliteit werd. Men is doende om de hele loop van de beek zodanig te verbeteren dat het een Ecologische Verbindingszone wordt.